# Antonio Monteagudo Luján
Pedro Antonio Monteagudo Luján, nacido en Requena en año desconocido, es un político valenciano.
En el año 1987 Antonio se presentó como candidato a la alcaldía de Requena en las elecciones municipales por el Partido Socialista Obrero Español (PSPV-PSOE), hasta que fue el nuevo alcalde de Requena por mayoría absoluta, sustituyendo a Mercedes Peris y posteriormente fue destituido en el cargo político de alcalde en el año 1991 por Flor Mercedes Cebrián, también del PSOE.
Durante su legislatura en la alcaldía de Requena, fue elegido miembro de la Conselleria de Agricultura, Pesca y Alimentación de la Generalidad Valenciana.
Actualmente es empresario.